# Boerenkrijg in Mechelen
De Boerenkrijg was een Zuid-Nederlandse boerenopstand uit 1798, gericht tegen de Franse bezetting. De lokale (plattelands)bevolking van verschillende delen van voornamelijk het hedendaagse Vlaanderen kwam in opstand wegens onder andere de strenge militaire overheersing, extra belastingheffingen en confiscaties, de antikatholieke politiek, de invoering van de militaire dienstplicht en de achterstelling van de eigen taal ten voordele van het Frans. Ook de nationalisering en privatisering van de landbouwgronden wordt als bijkomende reden aangeduid. Dit artikel geeft een overzicht van de gebeurtenissen die in het kader van deze opstand plaatsvonden in Mechelen.

## Begin van de opstand in het Mechelse
Op 12 oktober 1798 waren in het Oost-Vlaamse dorp Overmere de eerste schermutselingen al begonnen. Tussen 5 oktober en 19 oktober werd tot viermaal toe van de pui van het stadhuis van Mechelen afgeroepen dat er heel wat jonge mannen verplicht ingelijfd zouden worden in het Franse leger. Dit was voor velen de spreekwoordelijke druppel die de mensen tot echte protesten dwong.

### 21 oktober 1798
Het was tijdens de nacht van 21 op 22 oktober al zeer onrustig in het Mechelse; een ambtenaar uit Walem liet het volgende optekenen (vertaald): "Nooit heb ik een rumoer gehoord zoals deze nacht. Men hoorde drie of vier mijlen in het rond, niets dan het gelui van klokken, trommelgeroffel, het geschal van horens en trompetten, gehuil van honden, geschreeuw van mensen en het knallen van geweerschoten".

### 22 oktober 1798
Rond 6u30 's ochtends kwam de Franse brigadegeneraal François Barthélemy Béguinot in Mechelen toe met een honderdtal manschappen. Vrij snel na zijn aankomst verliet Beguinot de stad weer, om de strategische brug van Walem (enkele kilometers noordelijker) vrij te maken. Slechts een twintigtal Fransen bleven in de stad en de poorten bleven open. Omdat de stad dus voor het grijpen lag, konden de boerenkrijgers (ook wel brigands genoemd) Mechelen makkelijk innemen.
Op 22 oktober (7u30 à 8u00) trokken grote groepen brigands, zo'n 300 à 400 man sterk, de stad binnen. Deze kwamen voornamelijk via Hever en Muizen de stad langs het zuidwesten binnen. De brigands gingen tekeer tegen al wat Frans was: de vrijheidsboom op de Grote Markt werd tegen de grond gewerkt, net als zijn omheining; ook alle Franse vlaggen werd weggehaald. Ze drongen ook het stadhuis binnen, waar heel wat officiële documenten van de overheid werden stukgescheurd. Ook de gevangenen van de Fransen werden vrijgelaten. De stad was volledig onder controle van de brigands en ze konden heel wat geweren en andere wapens vinden in onder anderen het poedermagazijn en het gemeentehuis. Eén Franse soldaat en één "groene jager" werden gedood, de andere Franse soldaten werden ontwapend. Omtrent 9u00 konden enkele boeren op de Sint-Romboutstoren geraken en luidden ze de stormklokken, waardoor de Grote Markt volstroomde met Mechelaars. Ook de woningen van enkele Fransgezinden werden geplunderd.
Twee Mechelaars liepen weliswaar naar Béguinot te Walem, om hem van het voorval te vergewissen. De inval van de brigands verliep nogal spontaan, zonder echte gecoördineerde leiding, waardoor er onder anderen geen wachtposten en dergelijke werden opgesteld. Béguinot kon dus makkelijk de stad terug binnen geraken. De Franse troepen kwamen langs verschillende stadspoorten binnen om zo de opstandelingen in de tang te nemen. Deze vluchtten naar verschillende richtingen, sommigen de stad uit, anderen in huizen. Eén Fransman en verschillende boerenkrijgers lieten het leven.
Diezelfde dag nog kon Béguinot al terug in de stad geraken met zijn relatief klein aantal troepen. Deze konden in totaal 70 mensen oppakken die verdacht werden van de Boerenkrijg.

### 23 oktober 1798
Op 23 oktober kwam er opnieuw een aanval van de boerenkrijgers. Mechelen werd deze keer bijna volledig omsingeld en Béguinot kon de brigands niet terugslaan. Twee oversten, Mazingant en Conroux, kwamen met hun troepen weliswaar vanuit Boom. Zo hadden de Fransen in totaal om en bij de 550 manschappen die een te grote macht waren voor de brigands. Met deze vergrote troepenmacht konden de brigands ditmaal dus wel verslagen worden. Er werd in alle haast een "krijgsraad" opgericht en van de 70 gevangenen werden er 41 schuldig bevonden aan "verraad tegen de Franse Republiek". Ze werden vlak bij het Sint-Romboutskerkhof neergeschoten en indien ze niet onmiddellijk dood waren met bajonetten gestoken. Daarna werden ze in een massagraf gegooid, sommigen nog niet eens helemaal dood. Het moest vermoedelijk als signaal dienen voor andere opstandelingen in de regio.

### Directe nasleep
Op 24 oktober verliet Béguinot met een deel van de troepen opnieuw de stad. Heel wat boerenkrijgers dachten weliswaar dat er geen troepen meer waren, maar dit bleek een dure vergissing. Na nog enkele kleine aanvallen bloedden de schermutselingen na 28 oktober dood. De stadspoorten van Mechelen bleven weliswaar tot 1 januari 1799 gesloten.

## Identiteit van de gefusilleerde boerenkrijgers
In de officiële documenten die de Franse overheid opstelde na de feiten, stonden heel wat foutjes in verband met de namen. De echte namen van de personen werden hier weergegeven. De volgorde van de personen is dezelfde als die die gebruikt werd in het document van de Fransen.
| Nr. | Naam                       | Geboorteplaats (woonplaats)     | Leeftijd                | Beroep                                           |
| --- | -------------------------- | ------------------------------- | ----------------------- | ------------------------------------------------ |
| 1   | Filip Van Asch             | Leest (idem)                    | 67 jaar (oudste)        | derde-ordeling in het karmelietenklooster        |
| 2   | Jan Sloodts                | Elewijt (idem)                  | 59 jaar                 | landbouwer                                       |
| 3   | Jan Torfs                  | Muizen (idem)                   | 16 jaar (jongste)       | landbouwerszoon                                  |
| 4   | Jan-Michiel Van Rompay     | Bonheiden (idem)                | 31 jaar                 | ?                                                |
| 5   | Hendrik Schallenberg       | Bonheiden (idem)                | 28 jaar                 | ?                                                |
| 6   | Marc Van der Sype          | Hombeek (Hever)                 | 38 jaar                 | ?                                                |
| 7   | Gielis "Hendrik" Goevaerts | Zaventem (Nekkerspoel)          | 42 jaar                 | landbouwer                                       |
| 8   | Hendrik Heratens*          | Bonheiden (idem)                | ca. 24 jaar             | ?                                                |
| 9   | Pieter Gillaers            | Perk (idem)                     | 33 jaar                 | landbouwer                                       |
| 10  | Antoon Van Eylen           | Elewijt (idem)                  | 23 jaar                 | landbouwerszoon                                  |
| 11  | Jan-Baptist Vervloet       | Elewijt (idem)                  | 20 jaar                 | landbouwerszoon                                  |
| 12  | Corneel Brits              | Zennegat (idem)                 | 27 jaar                 | schippersknecht                                  |
| 13  | Willem Bulens              | Wespelaar (Zennegat)            | 35 jaar                 | schippersknecht                                  |
| 14  | Pieter Goossens            | Sint-Katelijne-Waver (Rijmenam) | 40 jaar                 | ?                                                |
| 15  | Engel Geerts               | Hever (idem)                    | 24 jaar                 | landbouwerszoon                                  |
| 16  | Antoon Lambrechts          | Heffen (idem)                   | 29 jaar                 | ?                                                |
| 17  | Jan-Andries Spaepen        | Westerlo (Brussel)              | 21 jaar                 | brouwersknecht                                   |
| 18  | Jozef Boeten*              | Keerbergen (Rijmenam)           | ca. 26 jaar             | ?                                                |
| 19  | Jacob Willems              | Keerbergen (Rijmenam)           | 25 jaar (op verjaardag) | ?                                                |
| 20  | Michiel Degolder*          | Brugge (Mechelen)               | ca. 26 jaar             | ?                                                |
| 21  | Willem Meuldermans         | Hombeek (idem)                  | 38 jaar                 | handwerkerszoon                                  |
| 22  | Pieter Jacobs              | Heffen (Sint-Katelijne-Waver)   | 45 jaar                 | landbouwer                                       |
| 23  | Pieter Verlinden           | Hever (idem)                    | 22 jaar                 | landbouwerszoon                                  |
| 24  | Willem Peeters             | Mechelen (idem)                 | 32 jaar                 | ?                                                |
| 25  | Geeraart Meulendijk        | Stratum (Mechelen)              | 47 jaar                 | ?                                                |
| 26  | Hendrik-Jozef Knops        | Mechelen (idem)                 | 21 jaar                 | schoenmaker                                      |
| 27  | Jan-Bapist Van der Auwera  | Muizen (idem)                   | 20 jaar                 | landbouwerszoon                                  |
| 28  | Jan-Baptist Peeters        | Muizen (idem)                   | 21 jaar                 | landbouwerszoon                                  |
| 29  | Andries Lemmens*           | "Desmert" (Rijmenam)            | ca. 36 jaar             | ?                                                |
| 30  | Pieter-Frans De Becker     | Werchter (Keerbergen)           | 27 jaar                 | handwerker                                       |
| 31  | Pieter Bosmans             | Keerbergen (idem)               | 25 jaar                 | ?                                                |
| 32  | Jan Guiette*               | Mechelen (idem)                 | 26 jaar                 | ?                                                |
| 33  | Hendrik De Wit             | Eppegem (Mechelen)              | 63 jaar                 | ?                                                |
| 34  | Jan-Baptist Knops*         | Vilvoorde (Mechelen)            | ca. 23 jaar             | ?                                                |
| 35  | Willem Tuytghens           | Mechelen (Bonheiden)            | 30 jaar                 | zoon van een militair                            |
| 36  | Frans Thielens             | Mechelen (idem)                 | 56 jaar                 | mesthandelaar                                    |
| 37  | Jacob-Lodewijk Rombouts    | Hever (idem)                    | 25 jaar                 | zoon van de koster                               |
| 38  | Adriaan Van de Camp        | Mechelen (idem)                 | 28 jaar                 | ?                                                |
| 39  | Jan-Frans Casseur          | Mechelen (idem)                 | 27 jaar                 | haarsnijder (konijnen- en hazenhaar voor hoeden) |
| 40  | Pieter-Jozef Teughels      | Hombeek (idem)                  | 46 jaar                 | wagenmaker                                       |
| 41  | Jan-Baptist Selleslaghs    | Mechelen (idem)                 | 22 jaar                 | ?                                                |

(*) De precieze identiteit van de personen met nummer 8, 18, 20, 29, 32 en 34 is nog niet achterhaald.
Uit deze gegevens blijkt dat meer de helft van de ter dood veroordeelden een leeftijd tussen de 20 en 30 jaar hadden.

## Ontdekking massagraf

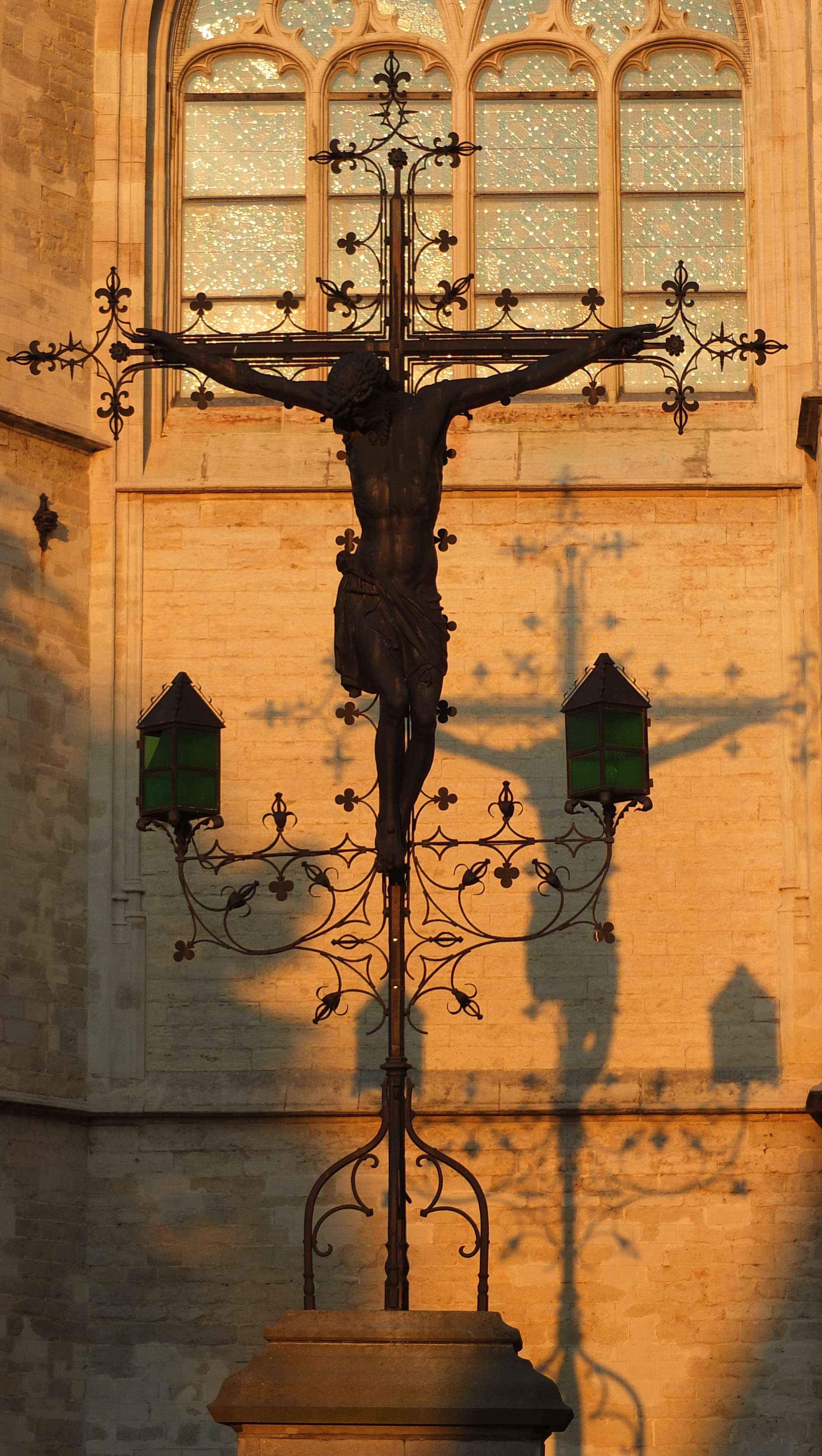
Boerenkrijgmonument bij de Sint-Romboutstoren

Op 6 september 2011 werd bekendgemaakt dat het massagraf van de boerenkrijgers bij archeologische opgravingen ontdekt was. Burgemeester Bart Somers zei dat hij "ontzettend fier was" en dat hij  de Mechelse Boerenkrijgers "een ereplaats zou geven op de stedelijke begraafplaats, net zoals de helden uit de beide Wereldoorlogen." Enkele zaken maakten duidelijk dat het om het graf van de boerenkrijgers ging, zoals de locatie van het graf, het aantal lijken, het feit dat ze allen slordig in één put gegooid waren, dat ze schot- en steekwonden vertoonden en dat er een kledingspeld uit 1780 in lag.

## Latere herdenkingen
- In 1897 schilderde Léon Rotthier, in het teken van de 100-jarige herdenking van de Boerenkrijg in Mechelen, een groot schilderij met naam "De gefusilleerden van Mechelen tijdens de Boerenkrijg".
- In 1898 liet het Davidsfonds, nabij de Sint-Romboutstoren, een permanent monument oprichten met een beeltenis van een gekruisigde Christus.
- In 1998 werd dan weer de 200-jarige herdenking gehouden in Mechelen. Toen werd er een grote tentoonstelling gehouden.